# Lambert Micha
Lambert Micha (Hodeige, 15 februari 1950) is een voormalige Belgische atleet, die was gespecialiseerd in de sprint. Hij nam eenmaal deel aan de Olympische Spelen en veroverde drie Belgische titels.

## Biografie
Micha behaalde in 1974 zijn eerste Belgische titel op de 100 m. Hij nam dat jaar ook deel aan de Europese kampioenschappen op de 100 m, waarop hij zevende werd in de halve finale, en de 200 m, waarop hij uitgeschakeld werd in de reeksen.
In 1976 nam hij deel aan de Olympische Spelen van 1976 in Montréal, waar hij uitkwam op de 100 en 200 m. Op de laatste afstand haalde hij de halve finale. Ook in 1978 nam hij deel aan de Europese kampioenschappen; ditmaal kwam hij tot de halve finale op de 100 m.

### Clubs
Micha was aangesloten bij FC Luik.

## Belgische kampioenschappen
| onderdeel | jaar       |
| --------- | ---------- |
| 100 m     | 1974, 1977 |
| 200 m     | 1977       |

## Persoonlijke records
| Onderdeel | Prestatie     | Datum             | Plaats    |
| --------- | ------------- | ----------------- | --------- |
| 100 m     | 10,34 s       | 20 juni 1976      | Rijsel    |
|           | 10,1 (handg.) | 10 september 1977 | Luxemburg |
| 200 m     | 20,86 s       | 1976              |           |
|           | 20,6 (handg.) | 25 september 1976 | Charleroi |

## Palmares

### 100 m
- 1974:  BK AC - 10,2 s
- 1974: 7e ½ finale EK in Rome - 10,55 s
- 1976: 4e reeks OS in Montréal - 10,69 s
- 1977:  BK AC - 10,39 s
- 1978: 8e ½ finale EK in Praag - 10,78 s

### 200 m
- 1976: 7e ½ finale OS in Montréal - 21,46 s
- 1977:  BK AC - 20,93 s
- 1978: 6e reeks EK in Praag - 21,36 s

### 4 x 100 m
- 1978: 8e EK in Praag - 39,73 s